# Aelurillus gesticulator
Aelurillus gesticulator är en spindelart som först beskrevs av Lucas 1846.  Aelurillus gesticulator ingår i släktet Aelurillus och familjen hoppspindlar. Inga underarter finns listade i Catalogue of Life.